# Kanton Auzances
Kanton Auzances (francouzsky Canton d'Auzances) je francouzský kanton v departementu Creuse v regionu Limousin. Tvoří ho 12 obcí.

## Obce kantonu
- Auzances
- Brousse
- Bussière-Nouvelle
- Chard
- Charron
- Châtelard
- Le Compas
- Dontreix
- Lioux-les-Monges
- Les Mars
- Rougnat
- Sermur